# Mustasaari (ö i Finland, Södra Savolax, Nyslott, lat 62,07, long 28,68)
Mustasaari är en ö i Finland. Den ligger i sjön Haukivesi och i kommunen Nyslott i  landskapet Södra Savolax, i den sydöstra delen av landet, 290 km nordost om huvudstaden Helsingfors. Öns area är 2,7 hektar och dess största längd är 350 meter i sydöst-nordvästlig riktning.